# قطعنامه ۸۰۸ شورای امنیت
قطعنامه ۸۰۸ شورای امنیت سازمان ملل متحد که در تاریخ ۲۲ فوریه ۱۹۹۳ تصویب شد، سندی بین‌المللی دربارهٔ یوگسلاوی است. این قطعنامه طی نشست ۳۱۷۵ام با ۱۵ رای موافق، ۰ مخالف و ۰ ممتنع تصویب شد.